# Новые трудности
«Новые трудности» (англ. Growing Pains) — шестой эпизод второго сезона американского мультсериала «Новые приключения Человека-паука», основанного на одноимённом персонаже комиксов Marvel, созданном Стэном Ли и Стивом Дитко.

## Сюжет
Веном подставляет Человека-паука, останавливая бандитов и забирая их добычу себе, при этом вступая в схватку с полицией. На следующий день в лаборатории Коннорсов Джон Джеймсон мутирует из-за спор, подхваченных во время полёта в космос. Курт даёт ему костюм, сдерживающий процесс. Тем временем Ша Шэн отказывает Флэшу. Питер и Джеймсоны едут на такси в редакцию, и Джона узнаёт о преступлениях Паука. Он хочет, чтобы его сын стал героем, остановившим Человека-паука, и называет его Полковником Юпитером.
Ночью Питер сталкивается с Веномом. Из-за их сражения начинается пожар в жилом доме. Веном уходит, а Паук спасает граждан. К нему приходит на помощь Полковник Юпитер. Герою было приятно поработать с Джеймсоном, но у них возникают разногласия, когда последний просит Паука остаться для объяснений с полицией, но Спайди улетает. Веном, увидев это, понимает, что нужно делать. На следующий день от Питера всё ещё пахнет пожаром, а Гарри начинает встречаться с Гвен. В школе Паркер также даёт совет Флэшу, чтобы тот узнал, чем интересуется Ша Шэн. Как и она, Флэш записывается на просмотр в театр, решая стать актёром.
Полковник Юпитер смотрит дома телевизор, видя новости о преступлениях чёрного Человека-паука. Внезапно к нему врывается Веном и атакует его. Джон думает, что это настоящий Человек-паук. Джей Джей тем временем говорит с капитаном полиции Стейси, и они приходят к выводу, что Паука подставляют. Созвонившись с сыном, он говорит ему, чтобы тот не преследовал Паука, но Полковник Юпитер не намерен ничего слышать после нападения. Он отыскивает Человека-паука, и их сражение проходит в планетарии. Питер, вспомнив слова доктора Коннорса о том, как он уничтожал споры, использует электрический заряд, чтобы остановить Джеймсона. Космонавта отправляют на лечение. Многие одноклассники Питера получают роли в спектакле, в том числе Лиз, Гарри и Ша Шэн, а Флэш нет. Когда Паркер находится в «Daily Bugle», туда прилетает Веном и раскрывает его личность Человека-паука.

## Роли озвучивали
- Джош Китон — Питер Паркер (Человек-паук)
- Лейси Шабер — Гвен Стейси
- Аланна Юбак — Лиз Аллан
- Джошуа Лебар — Флэш Томпсон
- Ванесса Маршал — Мэри Джейн Уотсон
- Бен Дискин — Эдди Брок (Веном)
- Джеймс Арнольд Тэйлор — Гарри Озборн
- Даран Норрис — Джей Джона Джеймсон / Джон Джеймсон (Полковник Юпитер)

## Отзывы

Динамика оценок IGN к эпизодам 2 сезона мультсериала

Эрик Гольдман из IGN поставил эпизоду оценку 8,8 из 10 и написал, что наделение Джона суперсилами «было неожиданным, но хорошо сделанным элементом», который добавили «в самый разгар возвращения сюжетной линии Венома». Рецензент подметил, что «было действительно весело наблюдать, как Джон принимает мантию Полковника Юпитера». Ещё критик написал, что «в самом начале произошёл очень забавный момент, когда Питер попытался тонко рассказать Джону про силу и ответственность, но Джона его перекричал». В конце отзыва Гольдман также подметил и финальную сцену, написав, что «это был чрезвычайно напряжённый момент».
Джастин Феликс из DVD Talk отметил в эпизоде возвращение Джей Джоны Джеймсона, который «такой же забавный, как всегда», и написал, что в серии «много юмора». А финал эпизода рецензент назвал «одним из лучших захватывающих моментов мультсериала на текущее время».